# Ophiomyia pfaffiae
Ophiomyia pfaffiae är en tvåvingeart som beskrevs av Spencer 1963. Ophiomyia pfaffiae ingår i släktet Ophiomyia och familjen minerarflugor.
Artens utbredningsområde är Venezuela. Inga underarter finns listade i Catalogue of Life.